# Holstebro Svømmeclub
Holstebro Svømmeclub (HSC) er en idrætsforening i Holstebro stiftet 9. september 1938 med svømning, vandpolo og forskellige motionsformer, som afvikles i et svømmebassin, på programmet. Foreningen havde i efteråret 2012 cirka 1000 medlemmer.
De fleste af klubbens aktiviteter afvikles i svømmehallen i Holstebro Badeland, som blandt andet har et 50 meter svømmebassin (langbane).
Klubben er medlem af Dansk Svømmeunion (under Danmarks Idrætsforbund) og samtidig medlem af DGI.

## Svømning
HSC har en svømmeskole for børn, svømmeundervisning for voksne samt en konkurrenceafdeling for elitesvømmere.

## Vandpolo
Holstebro Svømmeclub har et enkelt vandpolohold.

## Motion
Bassin-aktiviteter, som ikke indeholder egentlig svømmeundervisning omfatter:
- svømning med/uden landtræning
- vandgymnastik
- vand-aerobics
- legehold for børn

## Kendte medlemmer
- Lars Sørensen, europamester i 200 m individuel medley 1991. Senere elitechef i Dansk Svømmeunion.
- Britta Vestergaard, OL deltager 1992 og 1996, bronzemedalje i 200 m individuel medley ved VM på kortbane i 1995.
- Flemming Poulsen, svømmetræner og senere landstræner.
- Chris Christensen OL deltager 2008, indehaver af nordiske og danske rekorder.